# Савино (Великолукский район)
Савино — деревня в Великолукском районе Псковской области России. Входит в состав сельского поселения «Успенская волость».
Расположена у юго-восточного прибрежья Савинского озера, в 27 км к юго-востоку от райцентра Великие Луки и в 14 км к северо-западу от волостного центра Успенское.

## Население
Численность населения деревни по состоянию на 2000 год составляла 2 жителя, на 2010 год — постоянное население отсутствовало.

## История
До 2005 года деревня входила в состав ныне упразднённой Федорковской волости.